# Kraljevska danska mornarica
Danska kraljevska mornarica pomorski je ogranak danskih obrambenih snaga. Odgovorna je za obranu i održavanje suvereniteta danskih teritorijalnih voda, uključujući Farske otoke i Grenland. Ostale zadaće jesu nadzor, potraga i spašavanje, razbijanje leda, uklanjanje i prevencija izlijevanja nafte kao i sudjelovanje u međunarodnim snagama.
U razdoblju od 1509. do 1814. godine, kada je Danska bila u uniji s Norveškom, danska mornarica bila je dio dansko-norveške mornarice. Sve do 1801. i ponovno do 1807. mornarica je imala velik strateški utjecaj na europskom prostoru, no od tada su njezina veličina i utjecaj drastično opali promjenom vladine politike. Mornarica je sada opremljena nizom velikih najsuvremenijih brodova naručenih od kraja Hladnog rata. To se može objasniti njezinim strateškim položajem članice NATO-a koja kontrolira pristup Baltičkom moru.
Brodovi Danske mornarice nose prefiks broda KDM (Kongelige Danske Marine). Danska je jedna od nekoliko država članica NATO-a čije mornarice nemaju podmornice.
U kasnim 1980-ima zapovjedništvo mornarice nalazilo se u Aarhusu. Imalo je zadaću obučavanja, održavanja i pripreme mornarice za rat. U ratu bi zapovjednik Kraljevske danske mornarice preuzeo dužnost "zastavnog časnika Danske (FOD)" pod zapovjedništvom Savezničkih mornaričkih snaga Baltičkih prilaza (NAVBALTAP), kojima su naizmjenično zapovijedali danski ili njemački viceadmiral. Međutim, danski brodovi i jedinice bazirane na Grenlandu i Farskim otocima potpali bi pod zapovjedništvo NATO-ovog zapovjedništva za istočnoatlantsko područje (EASTLANT).
Od 2018. godine mornarički stožer (na danskom Marinestaben ) na čelu s kontraadmiralom, admiralom danske flote, izravno je odgovoran danskom zapovjedništvu obrane. Od 2014. godine nalazi se u zračnoj bazi Karup.

Danas se flota sastoji od tri eskadrile :
1. eskadrilaAdministrativno smještena u mornaričkoj bazi Frederikshavn, bavi se svim zadaćama vezanim uz Arktički ocean, kao što su pomorska obrana i suverenitet grenlandskih i farskih teritorijalnih voda, nadzor, potraga i spašavanje te oporavak i prevencija izlijevanja nafte.
2. eskadrilaAdministrativno smještena u mornaričkoj bazi Korsør, specijalizirana je za vanjske poslove. Provodi vježbe za sudjelovanje u različitim međunarodnim zadaćama, kao što su pružanje zaštitnih snaga, operacije pomoći u katastrofama i operacije evakuacije neborbenih snaga. Osigurava postrojbe za međunarodne stalne pomorske skupine, kao i potporu raznim pomorskim operacijama.
3. eskadrilaAdministrativno smještena u mornaričkoj bazi Frederikshavn, bavi se svim zadaćama u vezi s domaćim poslovima kao što su pomorska obrana i suverenitet Danske, teritorijalne vode, nadzor, potraga i spašavanje, razbijanje leda i uklanjanje i prevencija izlijevanja nafte.
Danska mornarica posjeduje:
- 12 većih plovila (deplasmana većeg od 1500 tona)
- 4 plovila srednje veličine (deplasmana između 500 i 1500 tona)
- 38 malih plovila (deplasmana manjeg od 500 tona)

Mnoga su plovila novijeg datuma (klasa Absalon od 2004. do 2005., klasa Thetis od 1991. do 1994. i klasa Flyvefisken od 1986. do 1995.) ili se zamjenjuju: korvete klase Niels Juel (1978. – 1980.) zamijenjene s tri nove fregate klase Iver Huitfeldt; klasa Barsø (1969. – 1973.) zamijenjena je sa 6 malih ophodnih brodova klase Diana. Konačno su sva tri plovila klase Agdlek (1973. – 1979.) zamijenjena novim plovilima klase Knud Rasmussen.
Danska kraljevska mornarica i njemačka mornarica surađuju u projektu Ark. Sporazumom je Ark postao odgovoran za strateški pomorski prijevoz danskih i njemačkih oružanih snaga u kojem su tri broda za teret i postrojbe spremna za raspoređivanje. Nadalje, ti su brodovi dostupni za upotrebu drugim europskim zemljama članicama NATO-a.